# Theodor Mügge
Pour les articles homonymes, voir Mügge.
Theodor Mügge (Berlin, 8 novembre 1802 – Berlin, 18 février 1861) est un écrivain allemand.

## Œuvres
- Afraja